# M35 (samochód ciężarowy)
M35 – rodzina 2,5-tonowych amerykańskich wojskowych samochodów ciężarowych opracowanych pod koniec lat 40. XX wieku, w produkcji do 1988. W United States Army samochody służyły od 1950 do co najmniej 2010. Wyprodukowano ponad 150 000 egzemplarzy pojazdu.
Głównym przeznaczeniem pojazdów M35 jest transport piechoty i zaopatrzenia. Dodatkowo służą jako cysterny, ciągniki artyleryjskie oraz pojazdy inżynieryjne. Uzbrojone pojazdy M35 wykorzystywane były również do eskorty konwojów i patrolowania, m.in. podczas wojny w Wietnamie. Uzbrojenie stosowane na tych pojazdach to głównie: karabiny maszynowe M2, M60, M134 Minigun, M45 Quadmount (poczwórny karabin maszynowy M2 wykorzystywany jako broń przeciwlotnicza – M35A1 Nancy), granatniki M79 lub armaty automatyczne Oerlikon 20 mm.
Odmiany licencyjne produkowane były w Kanadzie (MLVW) i Korei Południowej (Kia KM250).